# Малюк Нельсон (фільм, 1996)
Малюк Нельсон (англ. Baby Face Nelson) — американський фільм 1996 року.

## Сюжет
Це захоплююча кримінальна драма, що розповідає про життя і часи одного з найвідоміших і страшних бандитів, коли він бере участь у мафіозних війнах проти свого заклятого ворога Аль Капоне.

## У ролях
- Сі Томас Хауелл — Малюк Нельсон
- Ліза Зейн — Хелен Вомакк
- Даг Верт — Пол Чанс
- Ф. Мюррей Абрахам — Аль Капоне
- Мартін Коув — Джон Діллінджер
- Девід Перрі — Арті Фолсом
- Клінт Говард — помічник менеджера банку
- Майкл Малота — молодий Нельсон
- Кевін Шерідан — молодий Пол
- Бен Генгер — молодий Бенні
- Аарон Сайферс  — молодий Джиммі
- Брайан Левінсон — молодий Джо
- Ліленд Орсер — Бенні Бакст
- Джеррі Кірніон — Джиммі Клазза
- Еміль Хаматі — Чарлі Довер
- Лі МакЛафлін — фермер
- Дуглас Фішер — Кларенс Картрайт
- Джек Найт — Едгар Гувер
- Пол Ландрі — агент 1
- Мілтон Кан — агент 2
- Майкл МакДональд — репортер
- Рон Карабацос — Великий Френкі
- Джеймс Стейлі — Вільям МакЕфі
- Джозеф Дж. Медаліс — священик
- Тіффані Гранат — шоугьорлз